# Rui Ribeiro (futebolista)
Rui Manuel Ribeiro Martins (Freamunde, 30 de agosto, 1972) é um futebolista de Portugal, que joga habitualmente a guarda-redes.
Actualmente joga no Sport Clube de Freamunde.